# Испанска литература
Под испанска литература разбираме на първо място литературата на Испания, но понятието се употребява също така и за литература, написана на испански език. По-специално, за литературата на Южна Америка виж Латиноамериканска литература. В тази статия се разглежда литературата, създадена в Испания.
Литературата процъфтява на Иберийския полуостров дълго преди появата на съвременния испански език през 13 век. Латинските писатели Сенека, Лукиан, Марциал и Квинтилиан са сред тези, които са родени или са живели в Испания преди разделянето на романските езици. В проучвания от XX век има открити текстове от X и XI век, написани от мюсюлмани и евреи, живеещи в Испания, която по това време е завладяна от маврите и се нарича Ал-Андалус.

## Ранни творби на книжовен испански език
Прочутото ранно класическо произведение от испанската литература, сериозното и неукрасено епично стихотворение – Песен за Сид (Cantar de Mío Cid), XII век, възпява живота и делата на националния герой Родриго Диас Де Вивар, наричан Cid Campeador (Лагеруващ герой – войник). През XII век в различни провинции на Иберийския полуостров се появяват много други епични стихотворения, както и най-старите популярни стихотворения. Първият испански поет, чието име е известно със сигурност, е свещеникът Гонсало Де Берсео. Под покровителството на крал Алфонсо X (1221 – 1284), самият той писател, се развиват кастилската проза и език и много произведения на арабски и иврит са преведени на кастилски (книжовен испански език).
През XIV век сред най-важните писатели изпъкват имената на Педро Лопес де Аяла, чието стихотворение Rimado De Palacio (Рими от двореца) осмива обичаите на века; Фан Перес Де Гузман, създател на историческия Generaciones y semblanzas (Поколения и биографии); принца Дон Хуан Мануел, племенник на краля Алфонсо X, чийто Libro de los ejemplos del conde Lucanor et de Patronio (Книга с примерите на граф Луканор и на Патронио) е първата книга с къси истории на испански език; и сатиричния поет Хуан Руис.
По време на управлението на Хуан II през първата половина на XV век в Кастилия, двама важни поети са Хуан де Мена (1411 – 1456) и маркизът Сантияна, които пишат под италианско влияние. Италианските поетични форми са от голямо значение за растежа на испанската поезия отвъд народното изкуство и псевдопровансалския език, но те не са асимилирани в испанска книжнина за следващите векове. Бележита прозаична творба от този период е романът La Celestina (Монархията, 1499), приписана на Фернандо Де Рохас.

## Ренесансът и Златната епоха на испанската литература
Първият известен рицарски роман, „Амадис Галски“ („Amadis de Gaul“), е напечатан в Сарагоса през 1508 и служи като модел за рицарския роман, който през 16 век се превръща в най-популярния жанр в Испания, заедно с анонимните балади (романсите), които са пети и рецитирани навсякъде. Междувременно духът на Ренесанса навлиза в испанската книжнина и Испания също става важен европейски център на ренесовата литературата. По време на управлението на император Карл V, е публикуван „Лазарильо де Тормес“ („Lazarillo de Tormes“) (1554) – първият авантюристичен роман (пикареска), чийто автор остава неизвестен.
Краят на 16 век и по-голямата част от 17 век представляват великата ера на испанската литература, известна като Златната епоха. В началото на този период, поетът Гарсиласо де ла Вега, стимулиран от работата на Хуан Боскан Алмогавер, успява да овладее стихотворната стъпка, размерите и същината на италианската поезия и по този начин да я адаптира към испанския дух и така осъществява революция в испанската поезия. Главният паметник на прозата от Златната епоха, и един от шедьоврите на световната литература, е романът „Дон Кихот Де Ла Манча“ от Мигел де Сервантес Сааведра. Авантюристичният роман процъфтява; видните примери за това са тези на Матео Алеман и Франсиско де Кеведо. Балтасар Грациан е водещ нравоучителен, прозаичен писател.
Златната епоха също създава много велики драматурзи. Лопе де Вега, един от най-плодовитите автори на всички времена, написва множество драми, комедии и религиозни пиеси. Тирсо де Молина, Гилен де Кастро и Белвис и Хуан Руиз де Аларкон също са блестящи драматурзи. Калдерон де ла Барка е последният и вероятно най-добрият драматург на епохата.
Част от Златната епоха са и големите испански мистици Св. Тереза от Авиля, авторка на вдъхновена, одухотворена, възвишена, религиозна автобиография, и нейният ученик Св. Хуан де ла Крус, един от най-добрите поети на Испания. Фрей Луис Понсе де Леон пише изящни пасторали, а Фернандо де Ерера – трогателни оди, но най-влиятелният поет на периода е Луис де Гонгора и Арготе, чийто префинен, претрупан стих е най-яркият израз на стила Барок в испанската литература; в края на 17 век културният стил, известен като гонгоризъм (Gongorism) доминира в испанската литература.

## Осемнадесети век
През XVIII век френският неокласицизъм упражнява мощно и възпрепятстващо влияние върху испанската литература. „Поетика“ (Poética) на Игнасио де Лузан отразява академичните (традиционните) принципи на епохата. Важен есеист е Бенито Геронимо Фейхоо и Монтенегро, бенедиктински монах, който живее в Испания в епохата на Просвещението.
Трима автори са признати като видни изключения сред всеобщото западане на испанското литературно творчество: Леандро Фернандез де Моратин, писател на пиеси в неокласически стил; Рамон де ла Круз, автор на популярните пиески, наречени сайнете (sainete – от испански: популярна комична пиеса); и поетът Хуан Мелендез Валдес. Докато патриотичната поезия на Мануел Кинтана е в неокласическа форма, тя предпоставя чувствата на Романтизма.

## Деветнадесети век и Романтизмът
По време на първите години на XIX век суровостите на наполеоновата окупация потискат продуктивността и градивния характер на испанския интелектуалец. Затова по-късно през 1833, със смъртта на Фернандо VII, романтизмът помита страната както огън – суха трева; неговото надмощие е драматично, но остава повърхностно.
Голяма част от работата на водещите романтични автори – Ангел де Сааведра, херцог де Ривас, Хосе де Еспронседа и Хосе Зория Морал – подражават и дори повтарят френски и английски модели, но Мариано Хосе де Лара показва оригиналност в своите възхитителни сатирични скици. Скиците на Лара са блестящи примери за битовост (Costumbrismo) – литературни изображения от местния колорит, обичаи и образци – жанр в Испания, тясно свързан и дори причина за по-нататъчните натурализъм и реализъм.
Двама надарени пост-романтични поети са Росалия де Кастро (пишейки на галисийски) и Густаво Адолфо Бекер.

## Движенията на късен XIX и ранен XX век
Внушителната личност на Бенито Перес Галдос доминира в реалистичния роман по време на втората половина на 19 век, но Педро Антонио де Аларкон, Хосе Мария де Переда, Армандо Паласио Валдес, Хуан Валера, Алкала Галиано и Пардо Басан също пишат забележителна белетристика. Реализмът продължава да има водещи представители през XX век, особено Висенте Бласко Ибанес, но в края на XIX век интелектуалният и литературният живот на Испания преживява дълбоко преобразяване. Със загубата на колониите и разпадането си като империя и поради катастрофалните последици от Карлистките войни, Испания се изправя през икономически и културен фалит.
В края на века писателите на т.нар. Поколение '98 (Generación del ‘98), стимулирани от френски и германски влияния, от Рубен Дарио и модернистичните движения в испанска Америка, имат намерение да преоценят и съживят културния живот на Испания. Анхел Ганивет предвещава тяхната работа в т.нар. Idearium español (Испански идеали, мисли). Мигел де Унамуно, като писател, есеист, поет, романист и учител, подчертава донкихотския аспект на испанските ценности и оказва голямо влияние върху испанската младеж. Асорин създава паметни импресионистични скици. Рамон дел Валие Инклан привнася поетично усещане в своите фантастични и чудати романи и пиеси. Пио Бароха изпълва романите си с яростното, силно чувство за независимостта на духа, като отхвърля всички традиционни стойности и се опитва да събуди хората да действат.
Драмата, чийто единствен виден представител в късния XIX век е Хосе Ечегарай, е пробудена в ранния XX век от Хасинто Грау (Jacinto Grau), Грегорио Мартинес Сиера и по-специално от Хасинто Бенавенте Мартинес. Главна роля в испанското културно съживяване играе големият учител Франсиско Хинер де лос Риос.
След Първата световна война интелектуалните течения от Поколение '98 започват движение, заедно с други сили в европейския авангард, което цели да възроди испанския културен живот в годините, предхождащи избухването на гражданската война. Критиката, която процъфтява в началото на века под името на учения Марселино Менендес Пелайо, достига нови висоти в анализите на изтъкнатия специалист по история на средните векове Рамон Менендес Пидал. Хумористът Рамон Гомес де ла Серна пише в неподражаем стил т. нар. грегериас (greguerías – исп. шум, вик).
В поезията обаче испанската литература създава своите най-големи постижения. Стихотворенията на Антонио Мачадо и на изтъкнатия Хуан Рамон Хименес са сред най-ценените. Хосе Морено Виля, Рафаел Алберти, Висенте Алеиксандре, Луис Сернуда, Хорге Гилиен, Дамасо Алонсо и много други оформят блестящо съзвездие от поети, но най-ангажиращата фигура е тази на поета и драматург Федерико Гарсия Лорка.
Паралелно с този разцвет в поезията е и творчеството на един от най-надарените писатели на Испания – Хосе Ортега и Гасет. Романистът Рамон Перес де Аяла използва неговите романи като форум за интелектуална дискусия, докато Габриел Миро Ферер пише романи, които може да бъдат разглеждани като лирични стихотворения в проза, а Бенхамин Харнес създава сюрреалистични такива. Романите на Рамон Х. Сендер са връщане към социалната критика.

## Испанската гражданска война и настоящето
Испанската гражданска война (1936–39) пресича културната еволюция на страната. Много творци отиват в изгнание. Салинас, Гийен, Хуан Лареа и други емигрират в чужбина. Сред романистите, които се появяват след Испанската гражданска война, е носителят на Нобелова награда Камило Хосе Села, Кармен Лафорет и Хосе Мария Гиронея. Салвадор де Мадариага става известен като биограф и историк. През 1950-те и 60-те настъпва постепенно връщане към политическа и литературна хармония.
Списъкът на писатели, които са си създали литературно име след Втората световна война, включва романистите Макс Ауб, Мигел Делибес, Хуан Гоитисоло, Ана Мария Матуте, Рафаел Санчес Ферлосио, Луис Мартин Сантос и Госало Торенте-Байестер; поетите Мануел Алтоагире и Херардо Диего; и драматурзите Антония Буеро Вайехо, Алехандро Касона и Алфонсо Састре.
Отразявайки западноевропейското развитие, литературата в Испания в годините след диктатурата на Франсиско Франко се отличава с много формално експериментиране. Сред важните романисти са Хуан Бенет, Кармен-Мартин-Гаите, Едуардо Мендоса, Соледад Пуертолас, Кармен Риера и Ана Мария Моа. Драматурзите включват Фернандо Арабел, Антонио Гала, Фермин Кабал и Алонсо де Сантос. Сред поетите са Ана Росети, Антонио Карвахал, Гилермо Карнеро, Хайме Силас и Антонио де Вийена.

## Издания
- Фернандо де Рохас. Селестина. Трагикомедия за Калисто и Мелибеа. С., 2007.
- Педро Калдерон да ла Барка. „Животът е сън“ и други пиеси. С., 2010.

## Изследвания
- Hutton, L. J. The Christian Essence of Spanish Literature: An Historical Survey. Lewiston, 1989 (Studies in Art and Religious Interpretation, 19).
- Унамуно, М. де. Детството на Дон Кихот и други есета. С., 2002.
- The Cambridge History of Spanish Literature. Ed. David T. Gies. Cambridge, 2004.
- Устинова, И. В. История испанской литературы. Учебное пособие. В 2-х томах. Т. 1 (средние века – барокко). М., 2005.
- Dimitrova, M. Historia de la literatura española. Siglos de Oro: Renacimiento. Sofia, 2009.
- Dimitrova, М. Antologia de la literatura espanola (siglos XI-XVII). 4 ed. Sofia, 2009.

## Видни представители
- Мигел де Сервантес (1547 – 1616)
- Лопе де Вега (1562 – 1635)
- Мигел де Унамуно (1864 – 1936)
- Федерико Гарсия Лорка (1898 – 1936)
- Педро Хуан Гутиерес (1950-)